# Amenirdis II
Amenirdis II (o Amenardis II) fue una antigua princesa nubia, hija del faraón kushita Taharqo de la dinastía XXV de Egipto.
| i | mn · n | D4 · D37 · O34 |

| i | mn · n | D4 · D37 · O34 |

Fue adoptada por la princesa Shepenupet II, hija de Piye, para convertirse en la Divina Adoratriz de Amón desde alrededor del 650 a. C. hasta el 640 a. C. durante la Dinastía XXVI. Amenirdis adoptó a Nitocris, hija de Psamético I, para que se convirtiera en su sucesora.
Amenirdis pudo haber estado casada con uno de los hijos de Taharqo, el rey kushita Atlanersa.